# Haumesser

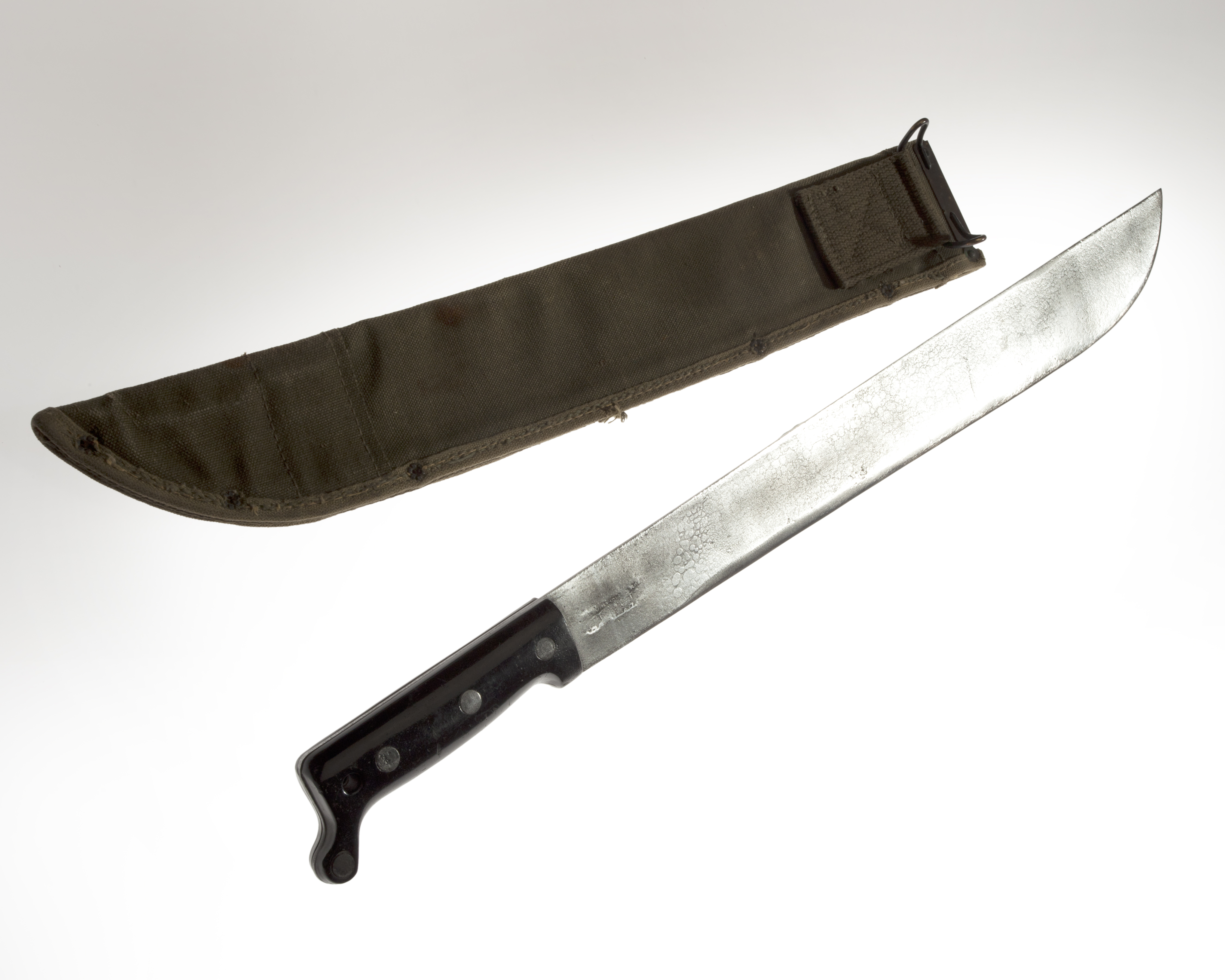
Machete

Ein Haumesser ist ein Messer, dessen lange Klinge sich vom Griff zum Ort hin verbreitert. Dadurch wird die kinetische Energie beim Schlagen erhöht. Es dient als Arbeitsmesser beispielsweise zum Holzbearbeiten oder zum Wegbahnen in tropischen Waldgebieten. Durch europäischen Einfluss verbreitete sich diese Messerform in die tropischen Regenwaldgebiete der Erde, z. B. Parang in Malaysia, Buschmesser in Afrika oder Machete in Lateinamerika. Als Hiebwaffe eingesetzt verursachen sie Hiebverletzungen. Als militärische Waffe verwendeten britische Spezialeinheiten im Zweiten Weltkrieg das Haumesser Smatchet. Die Gurkhas verwenden das traditionelle Khukuri nach wie vor. Anfang der 1990er Jahre wurden Haumesser auch wieder in der westlichen Welt nachgefragt und verschiedene Hersteller nahmen sie als Sammel- und Gebrauchsmesser in die Sortimente auf.